# Hidán Csaba László
Hidán Csaba László (Kolozsvár, 1963 –) erdélyi származású magyar történész, harcművészet-oktató, az Aranyszablya Történelmi Vívóiskola alapítója, egyetemi oktató.

## Élete
Az Eötvös Loránd Tudományegyetemen végzett történelem–régészet szakot. 1993–1994-ben a Kodolányi János Egyetemi Előkészítő Intézet beosztott történelemtanárja volt, ezt követően a Károli Gáspár Református Egyetem oktatója lett. PhD-jét 2009-ben szerezte Könnyűlovas fegyverzet és hadviselési mód a XI–XIV. századi Magyarországon címmel. Elsősorban népvándorlás-kori és középkori fegyverzet és viselettörténettel, kísérleti régészettel, középkori fegyver- és hadtörténettel, illetve erdélyi várak és vártemplomok építészettörténetével foglalkozik. Angol és román nyelvismerettel rendelkezik. Alkalmi jelleggel több külföldi intézményben (Archeodrome de Bourgogne – Parc de Loisirs Culturel, Franciaország; Unteruhldingen – Pfahlbau Museum, Németország; Lofotr – Viking Museum, Norvégia; Krosno – Muzeum Podkarpakcije, Lengyelország) tartott a kísérleti régészettel kapcsolatos előadásokat.
Oktatói tevékenysége mellett gyakorlati harcművészetet is tanít az általa alapított Aranyszablya Történelmi Vívóiskola keretében, a középkori magyar és sztyeppei népek hagyományos fegyvereinek és védőfelszereléseinek használatával. Számos videóban is bemutatja foglalkozását.

### Kitüntetései
Munkásságát a következő kitüntetésekben részesítették:
- 2000: „Nívódíj”– Duna TV
- 2003: A Honvédelemért Kitüntető Cím,  III. fokozat, többéves harcászati kutatásaiért, bemutatóiért – Honvédelmi Minisztérium
- 2013: A Magyar Érdemrend lovagkeresztje felsőoktatási tevékenységért és sokoldalú fegyvertörténeti ismeretekért – Áder János, Magyarország Köztársasági Elnöke
- 2023: elismerő oklevél a Mongol Tudományos Akadémia Régészeti Intézetének vezetőjétől, G. Eregzentől a Gunt-i xiongnu temető feltárása című projektjében végzett kiemelkedő munkájáért[1]

## Jelentősebb közleményei

### Önálló művei
- Fegyverek magyar kézben – Középkori fegyverek története – Elmélet és gyakorlat, Unicus Kiadó, 2015, ISBN 9786155084232[2]
- Régi magyar fegyverek – Nem csak hagyományőrzők számára, Zrínyi Kiadó, 2018, ISBN 9789633277560
- A hadviselés művészete – Emberi tényezők, Unicus Műhely, 2020, ISBN 9786155084737

### Könyvfejezetei
- Hidán Csaba – Szőllősi Gábor: A tápiószelei Blaskovich Múzeum fegyver- és lószerszámgyűjteménye. Szentendre: Pest Megyei Múzeumi Igazgatóság, 2008.
- Hidán Csaba – Révész László – Siklódi Csilla: A honfoglalók hétköznapjai. Budapest: Promptus Kiadó, 1996.
- A honfoglaló férfiak viselete In: Erdélyi István: Scythia Hungarica, 2008. Budapest
- „Macarlar da Bir Türk Halkidir” Ibn Rusta In: Prof. Dr. Yavuz Ercan’a Armagan. Szerk.: Yayina Hazirlayanlar, Ankara 2010. 535–540.
- László Révész – Csilla Siklódi – Csaba Hidán – Mihály Benkő: Between East and West, Budapest, 1996.
- Különböző nyilazási módszerek és a Szent László-legenda íjászábrázolásai. In: Testis temporum, vita memoriae. Ünnepi tanulmányok Pálóczi Horváth András 65. születésnapjára. Szerk. F. Romhányi Beatrix. (Studia Caroliensia 2006/3-4). Budapest, 2006. 435–447.
- XI–XIV. századi sztyeppei buzogányok és használatuk. Studia Caroliensia 2004/2. 3–10.
- Nehéz- vagy könnyűlovasság. In: Társadalom és Honvédelem különkiadás. (ZMNE) 2000/IV. 7–20.
- Füves puszták íjfeszítő népe. Íjász lap 1999/December. 8–9.
- Ütő- vágófegyverek. In: Avarok és honfoglaló magyarok Somogyban. Szerk. Karancz Gábor. Marcali, 1998. 101–110.
- A lovasnomádok és a közelharc. Huszár-Történelmi Lovas Egyesület lapja 1994/1. 8–11.
- A honfoglalás. In: Pócsmegyer táj- és néptörténete. Szerk. Kovách Tamás. Pócsmegyer, 2010. 27–31.

## Egyéb külső hivatkozások
- Hidán Csaba László: A nomád harcművészetek Kistarcsán (terebess.hu)

## Videó-előadások (válogatás)
- Honfoglaláskori férfi és női viseletek
- Attilától Árpádig – a népvándorlás kora a Kárpát-medencében
- Honfoglalás – Honfoglalók öröksége
- Katonák, kommandósok az I. Világháborúban
- A pozsonyi csata
- Erdélyi fejedelemség
- Magyar katonák a Nagy háborúban